# Sabrina Wollweber
Sabrina Wollweber (* 6. März 1996) ist eine deutsche Schauspielerin.

## Leben
Wollweber spielte von Januar 2008 bis Ende 2012 die Hauptrolle der Felicitas „Feli“ Ferber in der Kinder- und Jugendserie Schloss Einstein.

## Filmografie
- 2008–2012: Schloss Einstein